# Walter Johnson (Baseballspieler)
Walter Perry Johnson, Spitzname Big Train, (* 6. November 1887 in Humboldt, Kansas; † 10. Dezember 1946 in Washington, D.C.) war ein US-amerikanischer Baseballspieler der Washington Senators in der US-Profiliga Major League Baseball (MLB). Der „Big Train“ genannte Pitcher gilt als einer der größten Werfer der Deadball-Ära, gewann die World Series 1924 und wurde 1936 als einer der ersten Spieler überhaupt in die Baseball Hall of Fame aufgenommen.

## Karriere
Johnson wurde im Alter von 19 von einem Scout der Washington Senators entdeckt, der von seinem Fastball beeindruckt war. Nachdem er dort einen Vertrag über 350 Dollar pro Monat unterschrieb, machte er 1907 sein Profidebüt. In den ersten drei Jahren gewann Johnson lediglich 32 seiner 70 Spiele, erwarb sich aber den Namen „Big Train“ (dt.: der Expresszug) für seinen kraftvollen Fastball. In seinem vierten Jahr (1910) gewann er 25 seiner 42 Spiele, warf den Liga-Bestwert von 313 Strikeouts und entwickelte sich nach und nach zum besten Pitcher seiner Generation. In den nächsten 15 Jahren führte er die Strikeout-Wertung zwölfmal an, gewann zweimal die Wahl vom Wertvollsten Spieler (MVP) und hatte zwei Jahre, in denen er mehr als 30 Spiele gewann. Im Jahr 1908 schaffte er das Kunststück, in drei aufeinanderfolgenden Spielen einen Shutout zu werfen.
Trotz seiner herausragenden individuellen Leistungen blieb ihm lange Zeit der Teamerfolg verwehrt. Bei den Senators schaffte es Johnson erst als 36-jähriger Veteran in die World Series 1924. Washington gewann diese Serie in sieben Spielen. Johnson erreichte auch die World Series 1925, verloren dieses Finale aber. Nach seinem Rücktritt 1927 arbeitete Johnson als Coach bei den Senators, und später bei den Cleveland Indians. 1936 wurde er als einer der ersten Spieler überhaupt mit Babe Ruth, Ty Cobb, Honus Wagner und Christy Mathewson in die Baseball Hall of Fame gewählt.
Mit 110 Shutouts ist Johnson der ewige MLB-Spitzenreiter, und seine 3.508 Strikeouts bedeuteten bis 1983 einen ewigen MLB-Rekord. Neunmal lag sein Earned Run Average unter der magischen Grenze von 2.00. Mit 417 gewonnenen Spielen ist Johnson nach Cy Young der zweiterfolgreichste Werfer aller Zeiten. Drei Triple Crowns (d. h. meiste gewonnene Spiele, meiste Strikeouts und niedrigster ERA) beweisen sein komplettes Repertoire.

## Wurftechnik
Johnson galt als einer der ersten „Power Pitcher“ der MLB. Sein Lieblingswurf war der schnelle, gerade Ball (Fastball), dem er mit seiner Seitarm-Wurftechnik (engl.: side armer) Präzision und seinen extrem langen Armen Schnelligkeit verlieh. Zeitgenossen verglichen den Wurf mit dem Heranrauschen eines Schnellzugs, weswegen sich Johnson den Ehrennamen „Big Train“ erwarb. Sein Fastball wurde 1914 mit einer Verkehrs-Lichtschranke mit 99,7 Meilen pro Stunde (umgerechnet 159,7 km/h) und von der 1917 U.S. Army mit 134 Fuß pro Sekunde (umgerechnet 147,0 km/h) gemessen.

„Er hatte eine Seitarmtechnik mit einer fliessenden, unangestrengten Bewegung. Aber seine Bälle waren wie Gewehrkugeln.“

## Privatleben
Johnson wurde 1887 als Sohn schwedischer Immigranten geboren. Seine Eltern arbeiteten zunächst als Farmer, zogen aber bald nach Kalifornien, weil sie sich bei den dortigen Ölfeldern mehr Geld versprachen. Johnson galt außerhalb des Spielfeldes als Gentleman und genoss hohen Respekt seiner Kollegen. Im Jahr 1946 starb er an einem Gehirntumor.

## Rekorde
- 110 Shutouts (ewiger MLB-Rekord)
- 639 Innings in Folge gepitcht ohne gegnerischen Home Run (ewiger MLB-Rekord)
- 417 gewonnene Spiele (ewige MLB-Liste: Rang 2)
- 531 komplette Spiele (ewige MLB-Liste: Rang 4)
- 3.508 Strikeouts (ewige MLB-Liste: Rang 9; Rekord wurde erst 1983 gebrochen)